# Президентські вибори у США 2028
Президентські вибори у США 2028 року — чергові вибори президента Сполучених Штатів Америки, що заплановані на вівторок 7 листопада та стануть 61-ми виборами президента США. На чергових виборах виборцями буде обрана колегія виборщиків, які через 41 день, в грудні 2028 року мають обрати нового 48-о президента та віцепрезидента США. Також будуть проведені вибори до обох палат Конгресу: Палати представників та третини Сенату.
Відповідно до Другої статті Конституції США, для обрання президентом кандидат повинен бути громадянином США від народженням, бути не молодше 35 років і прожити на території країни не менше 14 років. Основними кандидатами вчергове будуть кандидати від двох великих партій: Демократичної та Республіканської партії США, кандидати яких, а також всіх інших партій за традицією висуваються в ході партійних праймериз.

## Можливі кандидати

### Демократична партія
- Камала Гарріс — 49-й віцепрезидент США з 2021 року під час президентства Байдена, кандидат в президенти на виборах 2020 і 2024 років;
- Тім Волз — губернатор штату Міннесота, кандидат у віцепрезиденти США на виборах 2024 року.
- Стівен Ентоні Сміт — Спортивний телеведучий

### Республіканська партія
- Джеймс Девід Венс — сенатор від штату Огайо, кандидат у віцепрезиденти США на виборах 2024 року;
- Майк Пенс — віцепрезидент США у 2017-2020 роках під час президентства Трампа.